# Veliko Selo (Malo Crniće)
Pour les articles homonymes, voir Veliko Selo.
Veliko Selo (en serbe cyrillique : Велико Село) est un village de Serbie situé dans la municipalité de Malo Crniće, district de Braničevo. Au recensement de 2011, il comptait 439 habitants.

## Démographie

### Évolution historique de la population
| 1948  | 1953  | 1961  | 1971 | 1981 | 1991 | 2002 | 2011 |
| ----- | ----- | ----- | ---- | ---- | ---- | ---- | ---- |
| 1 249 | 1 195 | 1 153 | 955  | 812  | 694  | 493  | 439  |

|  |